# Chiesa di San Maurizio (Fénis)
La chiesa parrocchiale di Fénis, dedicata a San Maurizio, si trova in località Fagnan.

## Descrizione
Nata in origine a tre navate nel XV secolo, è lunga 35 metri; all'altezza della sua abside vi è una cupola, all'esterno ha il tetto triangolare ricoperto con delle lose.
La facciata intonacata ha un rosone ad un'altezza di 8-10 metri; il portone in legno, ha nel punto di chiusura un'incisione a forma di fiore, che tocca nella parte superiore in marmo. È in classico stile valdostano, con la tettoia in muratura, con la volta a crociera e sorretta nella parte anteriore da due o quattro colonne in pietra grezza, liscia o in marmo scuro, che serve per parare la neve, la quale con il vento si andrebbe ad attaccare allo scalino e al portone ghiacciandosi, così da impedire l'accesso.

## Il campanile

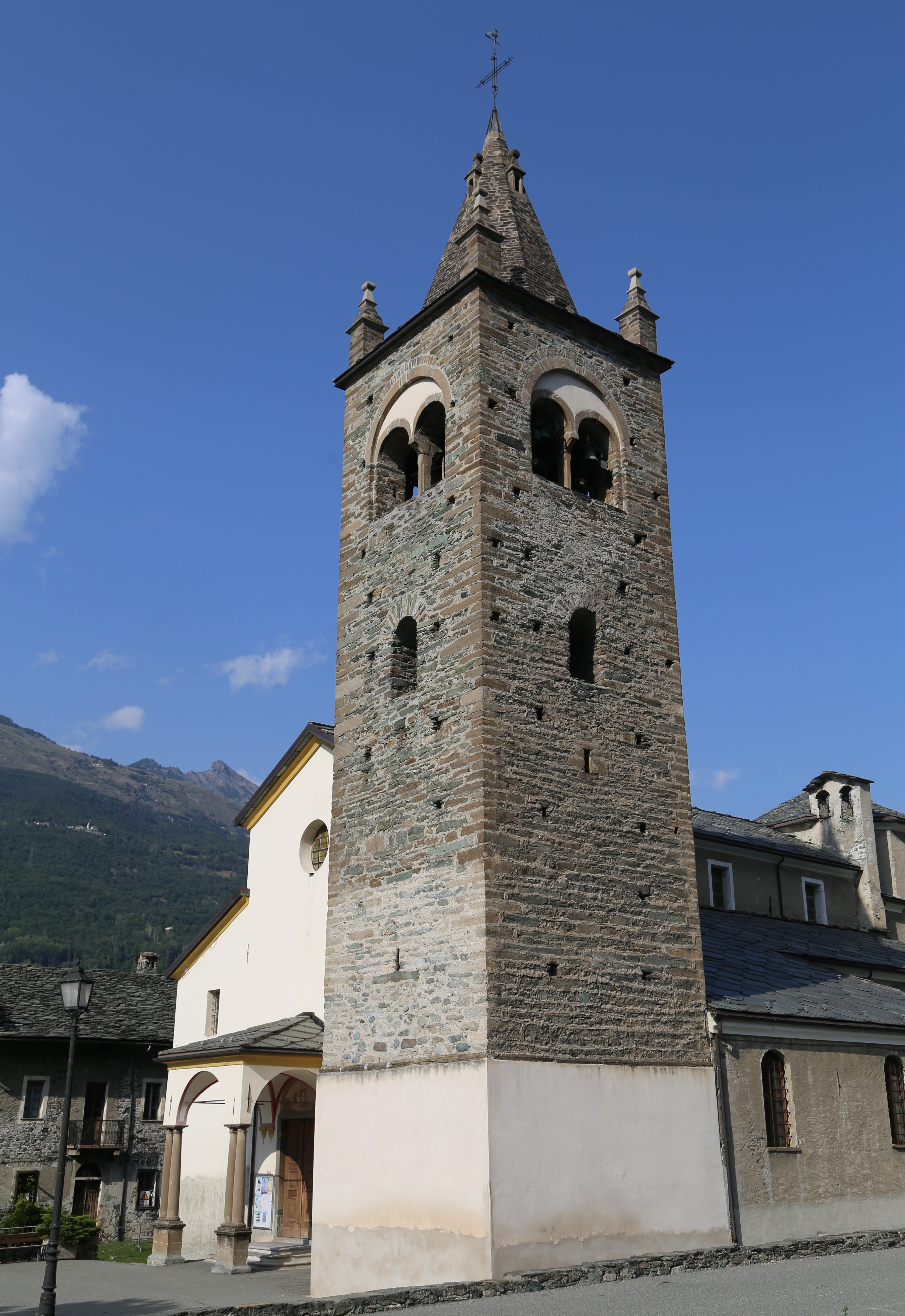
Il campanile.

Il campanile in pietra, ha alla sua estremità una cuspide in pietra, sulla cui cima ci sono delle piccole finestrelle, che consentono alla luce di entrare.
In cima alla piramide di pietra all'interno cava, è stata applicata una punta in rame con una croce in ferro battuto; questa torre ha un'altezza complessiva di 44 metri, che domina il territorio di Fénis e di Nus.
Il campanile contiene 5 campane, al suo interno risiedono le tre maggiori e nella bifora opposta alla chiesa le due minori, sono tutte campane a mezzo slancio e tutte elettrificate, le prime tre sono provviste di martello, ma solo la maggiore suona le ore dalle 7:00 alle 22:30.
Le loro dimensioni sono le seguenti:
| Campana            | Diametro        | Anno                                                        |
| ------------------ | --------------- | ----------------------------------------------------------- |
| Campana maggiore   | 132 centimetri  | 1920                                                        |
| Campana mediana    | 111 centimetri  | 1843                                                        |
| Campana piccola    | 95 centimetri   | 2000 (rifusione di una precedente, risalente all'anno 1695) |
| Campanella grande  | 59,5 centimetri | ?                                                           |
| Campanella piccola | 49,5 centimetri | ?                                                           |